# Frank Cho
Frank Cho (* 2. Dezember 1971 in Seoul, Südkorea als Cho Duk-hyun) ist ein Texter und Zeichner von Comics.

## Leben
Im Jahr 1977 wanderten seine Eltern mit ihm in die USA aus. Während seiner Ausbildung am Prince George’s Community College veröffentlichte er Anfang der 1990er Jahre in der dortigen Studentenzeitung seine ersten Comic-Strips mit dem Titel Everything but the Kitchen Sink. Chos Zeichenkunst wurde schnell populär. Als er 1994 zur University of Maryland wechselte, wo er eine Ausbildung als Krankenpfleger absolvierte, zeichnete er für das Studentenblatt Diamondback die Serie University Square (später umbenannt in University Freaks). Diese war der Vorläufer der Serie Liberty Meadows mit der hübschen Psychologin Brandy, dem schüchternen Tierarzt Frank und allerhand verrückten Tieren. Drei Semester lang erschien täglich ein kurzer Strip des Zeichners. Cho orientiert sich in seinem Schaffen gerne an den Comic-Serien der 1950er Jahre.
1994 gewann Cho unter 157 Mitbewerbern den Best College Cartoonist Award des United Media Syndicate. Nun stand für Cho fest, dass er künftig sein Geld als Comic-Zeichner und nicht als Krankenpfleger verdienen wollte. Trotzdem schloss er seine Ausbildung erfolgreich ab. Er schickte Proben seiner Zeichenkunst an alle großen Zeitungen. Von den meisten Blättern erhielt er Ablehnungen, seine Geschichten seien zu aggressiv und nicht familientauglich. Das Creators Syndicate bot ihm 1996 einen 15-Jahres-Vertrag an, den Cho annahm. Von 1997 an lieferte er täglich einen Strip der neuen Serie Liberty Meadows ab. Bald erschienen seine Comics in vielen großen Tageszeitungen der USA und Cho wurde schnell international bekannt. 1999 erhielt er für sein Schaffen den Ignatz Award.
Chos Bestreben war es, dass seine Werke nicht nur als kurze Strips in Zeitungen veröffentlicht wurden. Beim Verlag Insight Studios Group veröffentlichte er 1999 das erste Heft von Liberty Meadows mit Nachdrucken und neuen Geschichten. Im Jahr 2002 kündigte Cho seinen Vertrag mit dem Creators Syndicate. Er wechselte zu Major-Label Image, wo zweimonatlich eine Paperback-Collection von Liberty Meadows erschien. Er veröffentlichte auch mehrere Bücher mit Illustrationen und Ölbildern. Mit Mark Wheatley illustrierte Cho den Roman Jimgrim and the Devil at Ludd von Talbot Mundy.
Seit 2002 erschienen die Comic-Strips auch in deutscher Übersetzung. Salleck-Publications druckte die amerikanische Heftserie nach. Seit 2003 widmet sich Cho auch anderen Heftserien, wie Shanna, the She-Devil, Marvel Knights: Spider-Man und Zombieking. Für Marvel fertigte Cho zahlreiche Heftcover an.